# Деревицький Олексій Миколайович
Олексій Миколайович Деревицький (9 (за іншими джерелами, — 8 чи 12) березня 1859, Харків — 1943, Москва) — історик, антикознавець, філолог, спеціаліст з античної філології, дослідник давньогрецької літератури та мистецтва. Ректор Новоросійського університету (сьогодні — Одеський національний університет імені І. І. Мечникова) (1903—1905).
Приват-доцент Харківського університету (1887—1892), екстраординарний професор Харківського університету (1892—1893), ординарний професор Імператорського Новоросійського університету (1893—1894), декан історико-філологічного факультету (1894—1903), попечитель Казанського навчального округу (1905—1911), попечитель Київського навчального округу (з 1911 р.), декан Кримського педагогічного інституту (з 1918 р.), професор Кримського університету ім. М. В. Фрунзе (з 1921 р.); доктор грецької словесності (1891), професор; ордени: св. Володимира ІІІ ст., св. Станіслава ІІ та І ст., св. Анни ІІ ст.

## Біографія
Про дату й місце народження майбутнього вченого є розходження. За одними джерелами він народився 9 (за іншими даними — 12) березня 1859 р. в родині асесора Полтавського губернського правління, а з власноручно заповненої анкети «доктором грецької словесності, професором Кримського педагогічного інституту (колишнього Таврійського університету)» дізнаємося, що він народився 8 березня 1859 року в Харкові. Вищу освіту одержав у Харківському університеті на історико-філологічному факультеті, що закінчив у 1884 р. За час навчання одержав золоту медаль за твір «Следы восточных влияний в религиозных представлениях греков» (1883 р.). По закінченню факультету зі ступенем кандидата (1884 р.) був залишений в університеті для підготовки до професорського звання. З 1887 р. став приват-доцентом Харківського університету, читав курси класичної філології, з історії та теорії мистецтва. 4 грудня 1889 р. у Санкт-Петербурзькому університеті захистив магістерську дисертацію на тему: «Гомерические гимны. Анализ памятника в связи с историей его изучения». Робота присвячена одному з ранніх літературних творів Давньої Греції — збірнику гімнів на честь богів. 6 грудня 1891 р. у Харківському університеті захистив докторську дисертацію — «О начале историко-литературных занятий в древней Греции». У цьому ж році опублікував дві роботи, присвячені «Афінській політії» Аристотеля як історичному джерелу. У 1892 р. був призначений екстраординарним професором кафедри класичної філології Харківського університету.
У квітні 1893 р. був переведений до Імператорського Новоросійського університету, де він обійняв посаду ординарного професора. 25 листопада 1894 р. — став деканом історико-філологічного факультету, а з 1 квітня 1903 р. по 10 вересня 1905 р. — ректором Імператорського Новоросійського університету. У цей період займав й інші посади: голови Комісії з приводу перегляду системи професорського гонорару (1897 р.), інспектора наукових класів Одеського музичного училища (1901 р.), голови історико-випробувальної комісії при Санкт-Петербурзькому університеті та ін. Крім цього, протягом майже всього 1903 р. він керував Одеським навчальним округом. За час своєї роботи в Імператорському Новоросійському університеті часто виїжджав у наукові відрядження як по Російській імперії, так і за кордон; а також з інспекторськими цілями. Особливо слід відзначити роботу О. М. Деревицького у складі утвореної при Міністерстві народної освіти Комісії по перетворенню вищих навчальних закладів (1902 р.). Брав участь у розробці нового університетського статуту.
З восени 1905 р. призначається попечителем Казанського навчального округу. За роки його діяльності на цій посаді у більшості районів було введено початкову освіту; відкрито 12 нових класичних шкіл, 15 реальних училищ, 34 гімназії й прогімназії для жінок, 24 міських 4-х класні училища, Маріїнське жіноче училище, до 70 навчальних закладів 1, 2, 3-розрядів, а також ремісничі школи та їхні відділення. Посприяв відкриттю Саратовського університету в 1909 р.
Величезне значення мала його діяльність як попечителя навчального округу в освіті «інородців». За його пропозицією була заснована «перекладацька комісія», у завдання якої входило видання книг і підручників на мовах аборигенних народів, що проживали на території округу; сприяв вивченню їхнього побуту та релігійних вірувань.
У грудні 1911 р. був переведений на посаду попечителя Київського навчального округу, дослужився до чина таємного радника (1912).
Після революції мешкав у Сімферополі та працював деканом історико-філологічного факультету у Кримському педагогічному інституті (1918—1920 рр.), з січня 1921 р. — у Кримському університеті, з 1925 р. — професором східного факультету Кримського університету ім. М. В. Фрунзе. З перетворенням університету в педагогічний інститут (1925), очолив кафедру зарубіжної літератури, одночасно завідуючи кабінетом історії мистецтв і західноєвропейських літератур (1920).
Його викладацька діяльність припинилась у 1934 р., коли в університеті почалося «чищення» рядів.
Помер у 1943 р. у Москві.

## Українофобія
У 1913 році Олексій Деревицький перебуваючи на посаді попечителя Київського навчального округу видав інструкцію, в якій визначив відвідання учнівською молоддю українських театральних вистав так само неприпустимим, як перебування у більярдних чи пивних.
У 1914 р. Деревський категорично заборонив в усіх навчальних закладах Київського округу відзначати 100-річний ювілей Тараса Шевченка. У підсумку, ця та інші заборони заборони, пов'язані з ювілеєм Шевченка, спричинили масштабні студентські заворушення у Києві.

## Наукова діяльність
За своїми науковими поглядами О. М. Деревицький належав до історико-літературної, культурно-історичної течій у російській класичній філології. Домінуючим напрямком його науково-дослідницької праці було вивчення давньогрецької історії та філології. Крім цього, він вивчав й питання етичних, філософських та релігійних уявлень давніх часів, історію античного та ранньохристиянського мистецтва та літератури.
Вчений цікавився також матеріалами археологічних пам'яток північно-чорноморського узбережжя, проблемами сучасної історії, археології та класичної філології.

## Наукові публікації
- Плутарх Херонейский и Св. Василий Великий. Опыт православных отношений христианства к философии / А. Н. Деревицкий // Вера и Разум. — 1885. — № 15, отд. церк. — С. 1-27.
- Гомерические гимны. Анализ памятника в связи с историей его изучения: ист.-лит. этюд / А. Н. Деревицкий. — Харьков, 1889. — 172, 2 с.
- Из истории греческой этики: лит.-филос. очерки. I—VI / А. Н. Деревицкий // Вера и Разум. — 1890. — № 1, отд. филос. — С. 23-43 ; № 2. — С. 78-91 ; № 3.– С. 176—191 ; № 4. — С. 259—286 ; № 5. — С. 355—374.Музей и библиотека Лагидов в Александрии: культ.-ист. очерк / А. Н. Деревицкий // Вера и Разум. — 1890. — № 20, отд. филос. — С. 291—329.
- Новый источник для истории Афин / А. Н. Деревицкий // Ист. вестник. — 1891.О начале историко-литературных занятий в Древней Греции / А. Н. Деревицкий. — Харьков, 1891. — 226, 5 с.
- О новом трактате Аристотеля и его значении для истории афинской демократии / А. Н. Деревицкий. — Харьков, 1891. — 20 с.
- Из введения в историю греческой литературы. Об историко-литературной терминологии / А. Н. Деревицкий. — М., 1893. — 18 с.
- Несколько греческих статуэток из собрания Одесского общества истории и древностей и Ал. Ив. Нелидова / А. Н. Деревицкий // Записки Одес. о-ва истории и древностей. — 1895. — Т. 18, отд. 1. — С. 203—250
- Музей Императорского Одесского общества истории и древностей. Вып. 2 : Терракоты / А. Н. Деревицкий, Э. Р. Штерн, А. А. Павловский. — Одесса, 1898. — 48 с.